# 4 Lekka Dywizja Kawalerii (Francja)
4 Lekka Dywizja Kawalerii – lekka dywizja kawalerii armii francuskiej w czasie II wojny światowej.
W trakcie kampanii francuskiej 1940 składała się z następujących jednostek:
- 4 Brygada Kawalerii
  - 8 Pułk Dragonów
  - 31 Pułk Dragonów

- 14 Lekka Brygada Zmechanizowana
  - 4 Pułk Samochodów Pancernych
  - 14 Pułk Dragonów Zmotoryzowanych
  - 4 Dywizyjny Szwadron Przeciwpancerny (12 działek ppanc. 25 mm)
  - 4 Dywizyjny Szwadron Warsztatowy

- 75 Pułk Artylerii
  - dywizjon armat 75 mm
  - dywizjon haubic 105 mm

- Kompania Saperów 33/1
- Mieszana Kompania Łączności 33/84
- Kompania Transportu Konnego 33/9
- Kompania Transportu Zmotoryzowanego 133/9
- Dywizyjna Grupa Kwatermistrzowska 33/5
- 33 Dywizyjna Grupa Medyczna

Dywizja ta nie posiadała przewidzianych etatem eskadry obserwacyjnej, baterii artylerii przeciwlotniczej i dywizyjnej baterii przeciwpancernej.